# Азнагулово (Белорецкий район)
Азнагу́лово (баш. Аҙнағол) — деревня в Белорецком районе Республики Башкортостан России. Входит в состав Серменевского сельсовета.

## География

### Географическое положение
Расположена в южной части Уральских гор, в долине реки Белой.
Расстояние до:
- районного центра (Белорецк): 34 км,
- центра сельсовета (Серменево): 9 км,
- ближайшей ж.-д. станции (Серменево): 14 км.

## Население
| 2002 | 2009 | 2010 |
| ---- | ---- | ---- |
| 333  | ↗356 | ↘290 |

Согласно переписи 2002 года, преобладающая национальность — башкиры (95 %).

## Известные уроженцы, жители
- Аитбаев, Галиахмет Ямалетдинович - член Башкирского правительства.
- Рим Ахметович Юнусов (1954 — 2022)— советский, российский и башкирский живописец и портретист.
- Тайфур Бареевич Сагитов (1936 — 2018) — башкирский писатель. Член Союза журналистов СССР с 1963 года, КПСС с 1965 года, Союза писателей СССР с 1980 года. Заслуженный работник культуры БАССР (1986). Лауреат премии имени Сергея Чекмарёва (1985).